# Scisciano
Scisciano là một đô thị ở tỉnh Napoli ở vùng Campania, cách khoảng 20 km về phía đông bắc của Napoli. Tại thời điểm ngày 31 tháng 12 năm 2004, đô thị này có dân số 5.166 người và diện tích là 5,5 km².
Đô thị Scisciano bao gồm frazioni (đơn vị cấp dưới, chủ yếu là thôn làng) San Martino, Palazzuolo, Spartimento, and Frocia.
Scisciano giáp các đô thị: Marigliano, Nola, San Vitaliano, Saviano, Somma Vesuviana.